# Signe Lundberg-Settergren
Signe Maria Elisabet Lundberg-Settergren, född Lundberg 15 februari 1882 i Viborg, Finland, död 24 juni 1967 i Gustav Vasa församling, Stockholm, var en svensk skådespelare.

## Biografi
Lundberg-Settergren scendebuterade 1900 och hon filmdebuterade 1932 i Gunnar Skoglunds Landskamp, hon kom att medverka i drygt 40 filmer. Hon var dotter till skådespelaren och teaterdirektören Alfred Lundberg och syster till skådespelerskan Hedvig Lindby.
Hon var gift med köpmannen Eskil Settergren från 1919 till hans död 1941.

## Filmografi i urval
- 1932 – Värmlänningarna
- 1932 – Landskamp
- 1933 – Kärlek och dynamit
- 1934 – Synnöve Solbakken
- 1934 – Anderssonskans Kalle
- 1935 – Äktenskapsleken
- 1938 – En kvinnas ansikte
- 1938 – Karriär
- 1939 – Kadettkamrater
- 1939 – Vi två
- 1939 – Oss baroner emellan
- 1940 – Vi tre
- 1941 – Tänk, om jag gifter mig med prästen
- 1941 – Tåget går klockan 9
- 1942 – Vårat gäng
- 1942 – Gula kliniken
- 1942 – Rid i natt!
- 1942 – Kan doktorn komma?
- 1943 – I brist på bevis
- 1945 – Maria på Kvarngården
- 1945 – Svarta rosor
- 1946 – Onsdagsväninnan
- 1948 – Jag är med eder...
- 1949 – Hur tokigt som helst
- 1951 – Fröken Julie
- 1956 – Ratataa
- 1957 – Möten i skymningen

## Teater

### Roller (ej komplett)
| År   | Roll                                   | Produktion                                              | Regi                     | Teater                      |
| ---- | -------------------------------------- | ------------------------------------------------------- | ------------------------ | --------------------------- |
| 1907 | Ida                                    | Garfvar-Olle Harald Leipziger                           |                          | Alfred Lundbergs sällskap   |
| 1907 | Agnes                                  | Friaren från Värmland Johan Jolin                       |                          | Alfred Lundbergs sällskap   |
| 1908 | Rafaëla                                | Allt för fosterlandet (Patrie!) Victorien Sardou        |                          | Alfred Lundbergs sällskap   |
| 1908 | Madelone                               | Syrsan (Die Grille) Charlotte Birch-Pfeiffer            |                          | Alfred Lundbergs sällskap   |
| 1917 | Jeanne Dargeno                         | Mästertjuven Tristan Bernard och Alfred Athis           | Einar Fröberg            | Djurgårdsteatern            |
| 1919 |                                        | En flickpension Alexandre Bisson                        |                          | Folkteatern                 |
| 1919 |                                        | Mannen utan minne B. Decker och Robert Pohl             | Otto Malmberg            | Folkteatern                 |
| 1927 | Emi Wibbel                             | Skräddar Wibbel Hans Müller-Schlösser                   | Sigurd Wallén            | Folkteatern                 |
| 1927 | Amanda Åbergsson, hyr ut möblerade rum | Revyprimadonnan Svasse Bergqvist                        | Sigurd Wallén            | Folkteatern                 |
| 1930 | Emma Juhl                              | Årgång 30 Jens Locher                                   | Tollie Zellman           | Teatern vid Sveavägen       |
| 1938 |                                        | Kärlek och cirkus Gideon Wahlberg                       | Gideon Wahlberg          | Tantolundens friluftsteater |
| 1941 | Frida                                  | Trötte Teodor Max Neal och Max Ferner                   | Olof Molander            | Vasateatern                 |
| 1941 |                                        | Han som kom till middag George S. Kaufman och Moss Hart | Martha Lundholm          | Vasateatern                 |
| 1944 | Elna                                   | Mans kvinna Vilhelm Moberg                              | Per Lindberg Gösta Folke | Vasateatern                 |
| 1951 | Léonie                                 | Strutsens ägg (Les Oeufs de l'autruche) André Roussin   | Per Gerhard              | Nya Teatern                 |
| 1952 | Kammarjungfrun                         | Madame Walentin Chorell                                 | Brita von Horn           | Dramatikerstudion           |

## Radioteater

### Roller
| År   | Roll            | Produktion                                        | Regi               |
| ---- | --------------- | ------------------------------------------------- | ------------------ |
| 1950 | Fru Heiner      | Hillmans detektivbyrå: Vattengraven Folke Mellvig | Lars Madsén        |
| 1955 | Gertrud, modern | Hillman och de tre ingenjörerna Folke Mellvig     | Carl-Otto Sandgren |